# تیپتن (کالیفرنیا)
تیپتن (به انگلیسی: Tipton) یک منطقهٔ مسکونی در ایالات متحده آمریکا است که در شهرستان تولار، کالیفرنیا واقع شده‌است. تیپتن ۲٫۶۱۵ کیلومتر مربع مساحت و ۲٬۵۴۳ نفر جمعیت دارد و ۸۴ متر بالاتر از سطح دریا واقع شده‌است.